# إيفا فارنا
إيفا فارنا (بالتشيكية: Ewa Farna) (ولدت في 12 أغسطس 1993) مغنية بوب روك تشيكية، أصدرت خمسة ألبومات استوديو باللغة التشيكية وأربعة ألبومات استوديو باللغة التشيكية، وحصلت على شهادات البلاتين والذهب، في كل من بولندا وجمهورية التشيك. فارنا هي أصغر مغنية ناجحة تجاريا في جمهورية التشيك. كانت قاضية في سوبر ستار التشيكية والسلوفاكية في عام 2013، وأكس فاكتور (بولندا) في عام 2014، وهي حاليًا محكومة في أيدول (بولندا).

## روابط خارجية
- إيفا فارنا على موقع IMDb (الإنجليزية)
- إيفا فارنا على موقع ميوزك برينز (الإنجليزية)
- إيفا فارنا على موقع أول ميوزيك (الإنجليزية)
- إيفا فارنا على موقع ديسكوغز (الإنجليزية)
- إيفا فارنا على موقع قاعدة بيانات الفيلم (الإنجليزية)